# Hai Yung (Schiff)
Die Hai Yung (chinesisch 海容 / 海容, Pinyin Hǎiróng) war ein Geschützter Kreuzer der gleichnamigen Klasse der Beiyang-Flotte des Kaiserreich China und später der Marine der Republik China, der von 1898 bis 1937 in Dienst stand.

## Geschichte

### Bau
Die spätere Hai Jung wurde 1897 mit Baunummer 232 auf der Vulcan-Werft in Stettin auf Kiel gelegt. Der Stapellauf erfolgte noch im selben Jahr am 15. September 1897 und die Fertigstellung 1898.

### Einsatzgeschichte
Zusammen mit ihrem Schwesterschiff Hai Shen wurde sie am 27. Juli 1898 in Taku ausgeliefert. Während des Boxeraufstandes kam das Schiff, wie die gesamte chinesische Marine, nicht gegen die internationalen Interventionskräfte zum Einsatz.
1906 machte die Hai Yung zusammen mit dem Kreuzer Hai Chi eine sechsmonatige Reise durch Südostasien, um die Lebensbedingungen der Auslandschinesen zu erkunden. Die beiden Kreuzer verließen Shanghai am 27. Oktober und besuchten Hongkong, Manila, Saigon, Bangkok, Singapur, Batavia, Semarang, Soerabaya, Muntok auf der Insel Bangka sowie Penang und liefen dann über Singapur zurück nach China.
1908 empfing der Befehlshaber der chinesischen Flotte, Admiral Sa Zhenbing auf der Hai Chi begleitet von der Hai Yung und deren Schwesterschiffen Hai Chou und Hai Shen sowie weiteren Einheiten die amerikanische Große Weiße Flotte in Amoy.
1910 gab es erneut einen amerikanischen Flottenbesuch in Amoy, wo Sa Zhenbing die Besucher erneut mit der Hai Chi und der Hai Yung empfing.
Die Hai Yung kam nach der Chinesischen Revolution von 1911 mit den überwiegenden Teilen der Marine zur chinesischen Republik. Am 27. April 1916 stieß der Kreuzer im Nebel vor Fuchow mit dem Transportschiff der chinesischen Armee, Hsin Yu, zusammen, das dann sank. Im Jahr 1918 war die Hai Yung an der alliierten Intervention in Wladiwostok beteiligt.
Beim Ausbruch des Zweiten Japanisch-Chinesischen Krieges im Jahr 1937 waren die Hai Yung und ihre Schwesterschiffe veraltet und in schlechtem Zustand. Am 25. September 1937 wurden die drei alten Kreuzer als Blockschiffe im Jangtse versenkt.

## Bemerkungen
1. ↑  Der Namen des chinesischen Schiffes ist in der zu seiner Dienstzeit und in der Literatur üblichen Wade-Giles-Umschrift angegeben, ergänzt um die heute übliche Pinyin-Umschrift.